# حسن أرسموك
حسن أرسموك (ولد في 1963) هو فنان ومغني مغربي أمازيغي ولد في قرية صغيرة في محافظة تزنيت.

## سيرة ذاتية
ولد حسن أرسموك سنة 1963 في قبيلة إرسموكن في بلدة أنزي في جنوب المغرب. ولذلك لقب بأرسموك والتي تعني من إرسموكن بالشلحة واسمه الحقيقي هو حسن بوزمان.
بدأت مسيرته في الغناء في وقت مبكر بدأت منذ صغره. تزايدت شعبيته ابتداء من سنوات التسعينات حين أنشأ فرقته الموسيقية مع العديد من الفنانين الأمازيغ أو الروايس مثل الرايس الحسين وعائشة تاشنويت وفاطمة تبعمرانت.

## ألبوماته
حسن أرسموك هو واحد من أكثر الفنانين (الروايس) الأمازيغ غزارة حيث أن له أكثر من 120 أغنية مسجلة في أكثر من 18 ألبوم. 

## حفلات
شارك حسن أرسموك في العديد من الحفلات الموسيقية معظمها مراسم الزفاف المحلية وكذلك المهرجانات الوطنية والدولية مثل موازين.